# Милка Пейкова
Милка Пейкова е изтъкната българска художничка-живописец.

## Биография
Милка Пейкова е родена на 19 септември 1919 г. в с. Павел, Свищовско. През 1948 г. завършва Художествената академия, специалност „Живопис“ в класа на проф. Дечко Узунов. Тя е художничка – основателка на сп. „Космос“. Работи като художник в списание „Жената днес“ и в списание „Проблеми на изкуството“.
Милка Пейкова работи в областта на живописта (предимно портрети), графиката, декоративно-приложните изкуства, текстилна пластика, оформление на книги. Авторка е на над 180 портрета (Иван Вазов, Пейо Яворов, Йордан Йовков, Дора Габе, Радой Ралин, Григор Вачков, Татяна Лолова, Стоянка Мутафова, Георги Павлов – Павлето, Елисавета Багряна и други). За портета на Елисавета Багряна, поетесата ѝ посвещава стихотворението си „Портрет в бяло“. Художничката работи и в областта на оформлението на книги. Автор е на наборни шрифтове.
Милка Пейкова е излагала свои творби в Москва, Прага, Лайпциг, Будапеща, Париж, Лондон, Бон, Алжир.
През 2005 г. прави първата съвместна изложба заедно със съпруга си Георги Ковачев – Гришата – живопис, гоблени, шрифтови табла, шрифтови картини с текст, авторски шрифт.
През 2011 г. прави съвместна изложба заедно със съпруга си в столичната галерия „Райко Алексиев“, озаглавена "Нашето слънце своя път измина". Там представя и книгата си „Дните предишни“.
През 1981 г. художничката дарява 21 картини на родното си село Павел.
Милка Пейкова е носителка на престижни български и международни награди, сред които орден „Св. св. Кирил и Методий“, сребърен медал на Международната изложба в Лайпциг, първа награда за шрифт на Националната изложба на книгата и илюстрацията, втора награда за юбилейното издание „Съвременна българска живопис“.
Творби на художничката са притежание на СГХГ, ХГ в Пловдив, Бургас, Ловеч, както и на частни колекции в България и чужбина.
Съпруга е на големия художник Георги Ковачев-Гришата.